# MTTR
MTTR (ang. Mean Time To Repair, średni czas do naprawy) – średni czas od momentu wystąpienia awarii do naprawy uszkodzonego urządzenia.
Wskaźnik MTTR jest stosowany – niezależnie lub w ramach programu zarządzania (na przykład TPM) – jako jeden z kluczowych wskaźników efektywności przez działy utrzymania ruchu w zakładach produkcyjnych oraz w serwisach w branży komputerowej, w celu monitorowania wydajności oraz prowadzenia działań ciągłego doskonalenia.